# Bande de filles
Bande de filles (Brasil: Garotas / Portugal: Bando de Raparigas) é um filme de drama francês realizado por Céline Sciamma e protagonizado por Karidja Touré.  O filme foi apresentado na sessão Quinzena dos Realizadores da 67ª edição do Festival de Cannes. Também foi apresentado na sessão Cinema Mundial Contemporâneo da 39ª edição do Festival Internacional de Cinema de Toronto. O filme recebeu quatro nomeações ao prémio César, com Céline Sciamma indicada por melhor realizadora e Karidja Touré indicada por melhor atriz revelação. O filme também foi indicado ao Prémio Lux do Parlamento Europeu.
O filme foi lançado na França a 22 de outubro de 2014, no Brasil a 30 de abril de 2015 e em Portugal a 27 de agosto de 2015.

## Sinopse
Marieme tem dezasseis anos e vive sua vida como uma sucessão de proibições impostas pela sociedade: como a atitude sexista do seu bairro, a lei estabelecida pelos garotos e o beco sem saída da escola. Mas a vida de Marieme muda, após conhecer um grupo de três raparigas. A protagonista começa a usar o pseudónimo Vic e entra num bando feminino do bairro. Uma experiência que vai permitir que Marieme viva livremente e encontre uma identidade fora de imposições sociais.